# Manneken-Pis de Grammont
Pour les articles homonymes, voir Manneken-Pis (homonymie).
Le Manneken Pis de Grammont est une célèbre statue de Grammont. Des habitants de Grammont ont placé en 1459 la statue d'un garçon urinant sur une fontaine, pour remplacer la statue d'un lion après le vol de celle-ci. La sculpture a été commandée en 1455.
Le Manneken-Pis situé actuellement dans la fontaine n'est pas l'original, il date de 1985. La statue d'origine de 1459 est vraisemblablement perdue. Mais le musée de La Permanensje expose un ancien Manneken-Pis datant du XVIIIe siècle.

## La fraternité grammontoise du Manneken-Pis

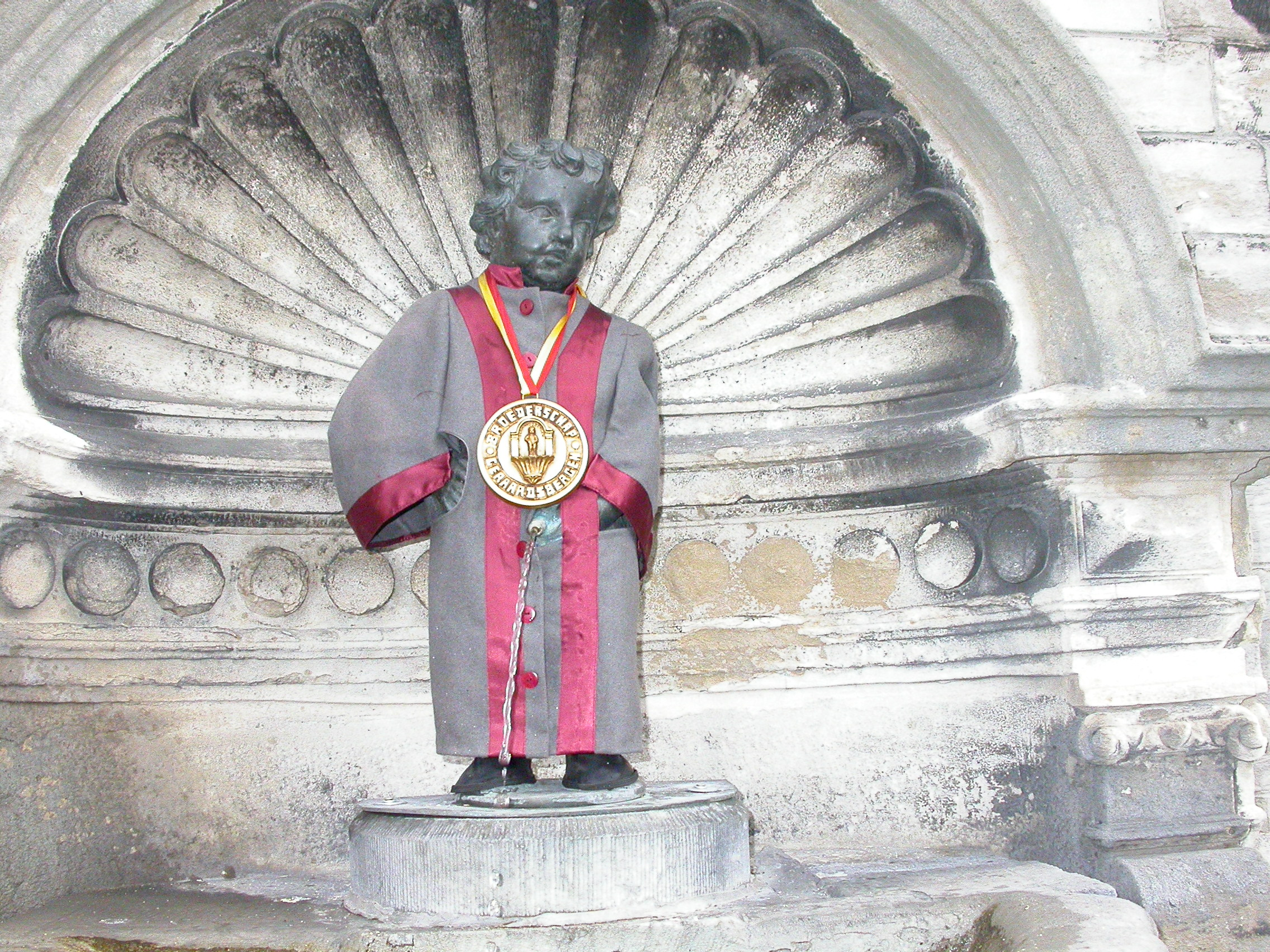
Le Manneken-Pis dans le costume de la fraternité

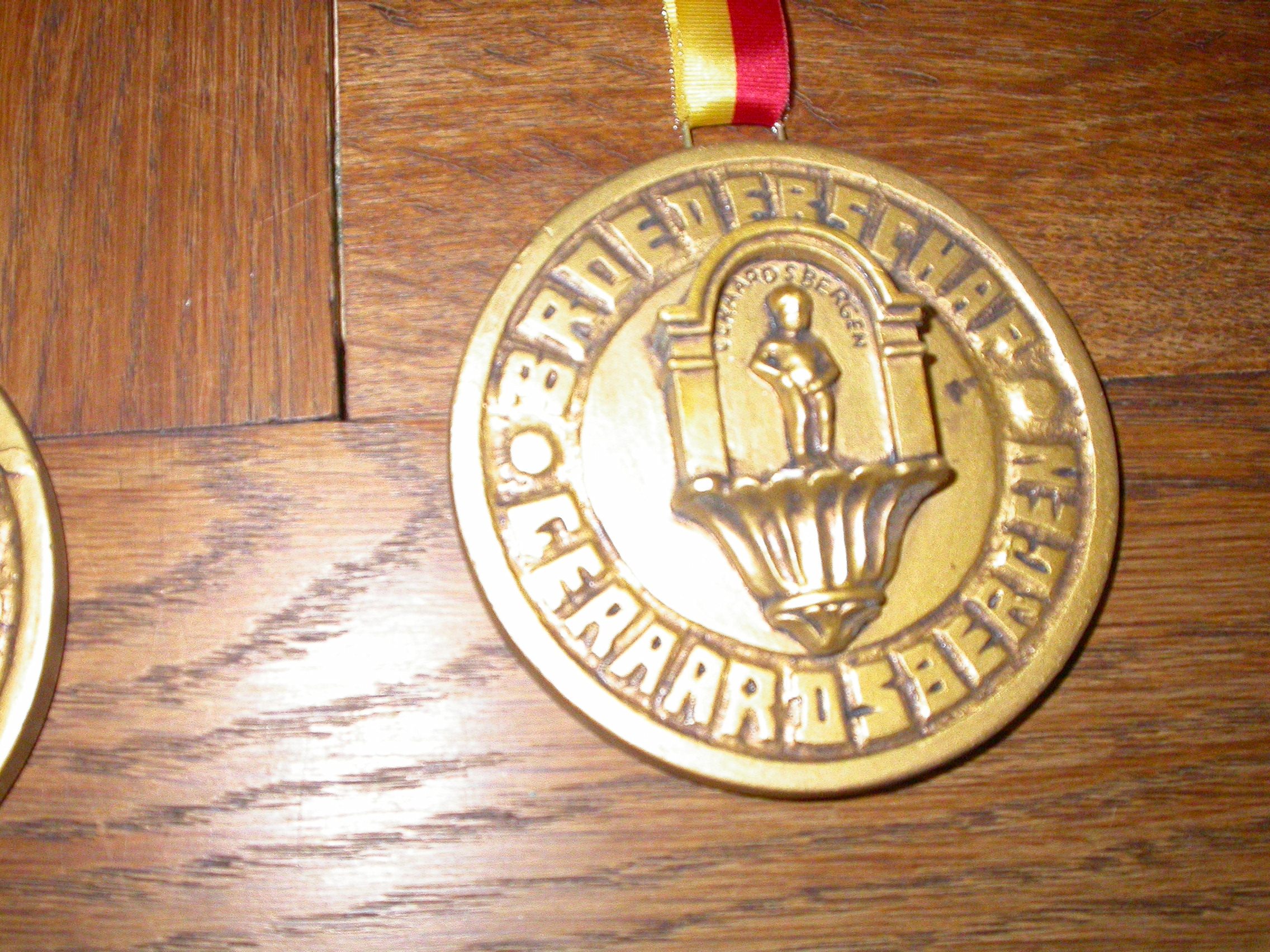
Le médaillon de la fraternité

Il existe, depuis 1984, une Confrérie grammontoise du Manneken-Pis. Celle-ci a comme objectif de promouvoir le Manneken-Pis de Grammont dans le monde.
La fraternité fut mise en place par l'Association Royale Pour le Tourisme (la V.V.V.) et le verzamelaarsclub Carto Numisclub (CNC) en collaboration avec le Musée Grammontois du Manneken-Pis.
Les membres fondateurs de la confrérie sont Eric Bartels, Ernest Daver (ancien échevin du tourisme de Grammont), Agnès De Munter (ancien bourgmestre de Grammont), Olav Geerts (président V. V. V.), Jacques Flamant (ancien président de la CNC), Raf Van Mello et Adam Verschaffel.
Depuis 1993, chaque deuxième dimanche du mois de juin, une réunion a lieu durant laquelle de nouveaux compagnons et compagnes peuvent être créés.
Lors de la séance du 12 juin 2005, André Denys, gouverneur de la Flandre Orientale, fut inclus dans la Fraternité.
La confrérie du Manneken-Pis de Grammont édite un magazine trimestriel, De Belleman van het Geraardsbergse Manneken Pis.
L'année 1999 a été l'occasion de célébrer le 540e anniversaire du Manneken-Pis de Grammont et l'anniversaire des 15 ans de la Fraternité et du Musée, et fut déclarée année du Manneken-Pis de Grammont.

## Sceau
En 1992, la Fraternité crée un sceau avec le Manneken-Pis de Grammont pour répondre à la création par la poste belge d'un timbre avec la statue de Manneken Pis de Bruxelles .

## Querelle avec Bruxelles
Une querelle amicale subsiste entre Grammont et Bruxelles (où se trouve le célèbre Manneken Pis de Bruxelles), pour savoir qui possède aujourd'hui le plus ancien Manneken-Pis. La question n'est pas facile. Si l'on regarde l'âge des statues actuelles, on doit remarquer que le Manneken-Pis de Bruxelles et de Grammont sont toutes deux des répliques. Celle de Bruxelles remonte à 1965 et celle de Grammont de 1985. Dans les deux cas, les statues originales sont stockées ailleurs. La statue de Bruxelles, de Jérôme Duquesnoy l'Ancien, datant de 1619, se trouve dans la Maison du Roi sur la Grand-place.
La statue originale de Grammont datant de 1459, est cependant perdue ; dans le musée "La Permanensje", on peut admirer le Manneken-Pis datant du XVIIIe siècle (qui n'est donc pas l'original, remontant au XVe siècle).
La conception du Manneken-Pis de Grammont date de 1459 et est plus ancienne que la conception de Jérôme Duquesnoy l'Ancien, datant de 1619. C'est sur cette base que Grammont affirme que son Manneken-Pis est antérieur à la statue de Bruxelles. Mais à Bruxelles, il y avait déjà, avant la statue de Jérôme Duquesnoy l'Ancien, un Manneken-Pis (il est fait mention à Bruxelles d'un « Manneken-Pis » dès 1452). Il y aurait même eu une statue à cet endroit-là dès 1388, mais il n'est pas sûr qu'il s'agissait alors d'un Manneken-Pis.
En conclusion, la tradition de la statue du Manneken-Pis à Bruxelles est plus ancienne que celle de Grammont. La conception de la statue de Grammont est, cependant, plus ancienne que celle de Bruxelles, mais la statue originale de Grammont est perdue, ce qui fait de celle de Bruxelles la plus ancienne. Dans les fontaines que le public peut admirer, toutes deux sont des répliques mais celle de Bruxelles est vingt ans plus âgée que celle de Grammont.

## Lecture supplémentaire
- Manneken-Pis Geraardsbergen, Marcel Nevraumont, 1999 (2de druk 2002), Koninklijke Vereniging Voor Vreemdelingenverkeer Geraardsbergen.
- De wereldburger van Geraardsbergen, Marc Van Trimpont, 2009 Uitgegeven door de Broederschap